# 新出雲風力発電所
新出雲風力発電所（しんいずもふうりょくはつでんしょ）は、島根県出雲市にある風力発電所。

## 概要
島根県出雲市の島根半島に設置されており、株式会社新出雲ウインドファームが運営している。デンマークのベスタス社製3,000KWの風車が26基設置され総出力は78,000KWである。この発電量は一般家庭4万世帯分の消費電力量に相当し出雲市の全消費量の約8割を賄える国内でも最大級の設備である。発電した電力は中国電力に売却されている。
建設地を巡っては周辺住民の反発もあり一部の風車の建設位置が変更された。2009年に営業運転を開始したが、強風や風車同士の接触などで風車の一部が破損するトラブルで何度か運転停止を行っている。

## 沿革
- 2002年 - きんでんが事前調査を開始。
- 2004年 - ユーラスエナジージャパン（ユーラスエナジーホールディングス子会社）が事業参画を表明。
- 2006年 - 株式会社新出雲ウインドファーム設立。
- 2007年 - 新出雲風力発電所の建設に着手。
- 2009年4月1日 - 営業運転開始[2]。